# Quintessence (album de Bill Evans)
 (25 janvier 2019).
- Si vous ne connaissez pas le sujet, laissez ce bandeau (vous pouvez alors contacter les auteurs).
- Si vous supprimez le contenu mis en cause (vous pouvez préalablement contacter les auteurs),

argumentez précisément cette suppression dans la page de discussion
(un manque de référence n'est pas un argument ; une recherche réelle de référence doit avoir été effectuée, être formellement documentée).
Pour les articles homonymes, voir Quintessence.
Albums de Bill Evans
Alone (Again)
(1975) Together Again
(1976)
Quintessence est un album du pianiste de jazz Bill Evans.

## Historique
Cet album, produit par Helen Keane, a été initialement publié en 1976 par Fantasy Records (F 9529). Il a été enregistré au Fantasy Studio de Berkeley entre le 27 et le 30 mai 1976. L'ingénieur du son était Phil Kaffel.
La photo de couverture est de Galen Rowell.

## Analyse
Cet album en quintet est assez atypique dans la discographie du pianiste. Le pianiste avait déjà enregistré en quintet, mais avec des formations plus proches de son esthétique habituelle. Le style de Ray Brown est, en effet, aux antipodes de celui de contrebassistes comme LaFaro, Peacok, Gomez ou Johnson.[réf. nécessaire]
C'est Helen Keane qui avait proposé  Kenny Burrell et Land pour cette session. Evans, pour sa part, avait proposé Ray Brown et Philly Joe Jones.[réf. nécessaire]
Evans avait déclaré au sortir de cette séance : « pourquoi je n'arrive pas à faire sonner ma section comme ça ? ».[C'est-à-dire ?]
Lors du Festival de Montreux de 1978, Kenny Burrell se joindra au trio du pianiste (Marc Johnson, contrebasse et Philly Joe Jones, batterie)  pour jouer deux des titres de ce disque (A Child is Born et Bass Face). Une vidéo existe de ce concert.

## Titres de l’album
| No | Titre               | Auteur                                  | Durée |
| -- | ------------------- | --------------------------------------- | ----- |
| 1. | Sweet Dulcinea Blue | Kenny Wheeler                           | 6:02  |
| 2. | Martina             | Michel Legrand, Eddy Marnay, Hal Shaper | 8:12  |
| 3. | Second Time Around  | Sammy Cahn, Jimmy Van Heusen            | 3:41  |
| 4. | A Child is Born     | Thad Jones, Alec Wilder                 | 7:30  |
| 5. | Bass Face           | Kenny Burrell                           | 10:04 |

Titre additionnel sur les rééditions en cd :
| No | Titre              | Auteur                            | Durée |
| -- | ------------------ | --------------------------------- | ----- |
| 6. | Nobody Else But Me | Jerome Kern, Oscar Hammerstein II | 7:27  |

## Personnel
- Bill Evans : piano
- Harold Land : saxophone ténor
- Kenny Burrell : guitare
- Ray Brown : contrebasse
- Philly Joe Jones : batterie